# ヴィクトリア・デ・アンジェリス
ヴィクトリア・デ・アンジェリス（イタリア語: [vikˈtɔːrja de ˈandʒelis]、2000年4月28日 - ）は、ロックバンド『マネスキン（Måneskin）』のリードベーシストとして知られるイタリアのミュージシャン。

## 来歴
デンマーク人の母とイタリア人の父の間にローマで生まれた。母は彼女が15歳の時に癌により亡くなった。3歳年下の妹がいる。幼い頃からロックミュージックは自由への願望を体現していたと公言した。幼い頃から音楽への情熱と好意を抱いており、8歳でギターを弾き始め、中学1年生でベースを弾き始めた。
2021年2月のコリエーレ・デラ・セラでのインタビューで、ヴィクトリアはバイセクシュアルと自称した。また、ダミアーノは女優のダヴ・キャメロンと交際している。
Måneskinのパフォーマンスではいつもテープで乳首を隠して、トップレスの衣装でライブ・パフォーマンスを行うことについて、本人は「誰しもが自分らしくいられるべきで、自分が好きな見た目であっていい」と思っているものの、「女性の身体というのはいつだって性的に見られて（来た）」と言い、「それは最悪なこと」で「乳首を隠さざるを得ない」理由だと説明。本当は乳首さえ出していたいほどだという。2022年、サマーソニックの大阪ステージでは、途中でテープが剥がれたまま演奏している。
ELLEのインタビューで14歳のときにパニック障害に苦しみ、そのせいで1年間学校を休んだことを明かしている。中学校のスクオラ・メディア・ジャニコロに通い、そこで同バンドメンバーのトーマス・ラッジと出会い、その後リセオ・クラシコ・ヴィルジリオで学校を卒業した。影響を受けた人物としてニック・オマリー（アークティック・モンキーズ）とキム・ゴードン（元ソニック・ユース）を挙げている。

## マネスキン
デ・アンジェリスとトーマス・ラッジが初めて出会ったのは中学時代の時である。その後、ローマの高校でダミアーノ・ダヴィドが加わった。彼らがラインナップを完成させるためにFacebookでドラマーを募集したところ、近くのフロジノーネに住んでいたイーサン・トルキオが加わった。
デ・アンジェリスとラッジが最初にバンドを結成したのは2015年だったが、正式に決まったのは2016年になってからで、メンバーは新進バンドを対象とした地元の音楽コンテスト「Pulse」に登録することを決めていたため、バンド名を決めなければならなかった。ブレストをしているときに、デンマーク人のハーフであるデ・アンジェリスはバンドメンバーからデンマーク語の単語を投げてほしいと頼まれ、マネスキン(Måneskin「月の光」)に同意した。
その後、ローマのコッリ・ポルトゥエンシ地区の路上でバスカーとしてパフォーマンスを行い、2017年にはイタリアのタレント番組『Xファクター』の第11シーズンで2位に入り、一躍脚光を浴びた。2018年と2019年にスタジオ・アルバム『Il ballo della vita』とツアーでブレイクデビューを果たした。